# Turre (kommunhuvudort)
Turre är en kommunhuvudort i Spanien.   Den ligger i provinsen Provincia de Almería och regionen Andalusien, i den sydöstra delen av landet, 400 km söder om huvudstaden Madrid. Turre ligger 50 meter över havet och antalet invånare är 2 746.
Terrängen runt Turre är kuperad åt sydväst, men åt nordost är den platt. Runt Turre är det ganska tätbefolkat, med 60 invånare per kvadratkilometer. Närmaste större samhälle är Vera, 10,6 km norr om Turre. Trakten runt Turre består till största delen av jordbruksmark.